# Buckland-Tout-Saints
Buckland-Tout-Saints est un village et une paroisse civile du Devon, situé dans l'Angleterre du Sud-Ouest. 